# Projo Waseso
Projo Waseso, né le 25 septembre 1987 à Sidoarjo, est un coureur cycliste indonésien.

## Biographie
En 2010, Projo Waseso remporte une étape du Tour de Java oriental. Il termine également troisième du Tour de Jakarta.

## Palmarès et résultats

### Palmarès par année
- 2010
  - 3e étape du Tour de Java oriental
  - 3e du Tour de Jakarta
- 2013
  - 1re étape du Tour de Siak
- 2015
  - 2e étape du Tour de Siak
- 2018
  - 2e étape du Sidoarja Jawa Timur
  - 3e du Sidoarja Jawa Timur
- 2021
  - 2e du championnat d'Indonésie de poursuite

### Classements mondiaux
| Année         | 2010 | 2011 | 2012 | 2013 | 2014 | 2015 | 2016 | 2017 |
| ------------- | ---- | ---- | ---- | ---- | ---- | ---- | ---- | ---- |
| UCI Asia Tour | 92e  | 143e |      |      |      |      |      | 603e |